# Chinese Parents
Chinese Parents est un jeu de simulation de vie développé par studio Moyuwan Games basé à Pékin. Il a été édité en septembre 2018 par Coconut Island Games. Le jeu était un best-seller sur la plate-forme de distribution Steam et un indicateur d'un jeu indépendant chinois en plein essor.